# Сквер Чингиза Айтматова (Москва)
Сквер Чингиза Айтматова — сквер в Даниловском районе Южного административного округа Москвы, расположенный вблизи пересечения Павловской улицы и Подольского шоссе.
В декабре 2015 года полномочный посол Кыргызской Республики в России Болот Джунусов обратился к Правительству Москвы с просьбой увековечить в городской топонимии имя русского и киргизского писателя Чингиза Торекуловича Айтматова. В мае 2016 года Городская межведомственная комиссия по наименованию территориальных единиц, улиц, станций метрополитена, организаций и других объектов города Москвы по поручению мэра Москвы Сергея Собянина рассмотрела и одобрила предложение посла. Название было закреплено за ранее безымянным сквером постановлением Правительства Москвы от 25 апреля 2017 года.
В июне 2017 года Комиссия по монументальному искусству при Московской городской думе приняла единогласное решение об установке в сквере памятника писателю, что и произошло 7 декабря 2018 года.